# Oreophryne inornata
Oreophryne inornata es una especie de anfibio anuro de la familia Microhylidae.

## Distribución geográfica
Esta rana es endémica de las islas Goodenough y Fergusson que son parte del grupo de islas de Entrecasteaux en Papúa Nueva Guinea. Habita en selva tropical y en bosque de bambú entre los 980 y los 1600 metros de altitud. Es una especie con desarrollo directo y se han encontrado puestas de sus huevos en cavidades en tallos de bambú.